# Патерно, Педро Алехандро
Педро Алехандро Патерно (исп. Pedro Alejandro Paterno) — государственный и политический деятель Филиппин. Занимал должность премьер-министра страны с 1899 по 1901 год. Педро Патерно внёс большой вклад в филиппинскую литературу как поэт и писатель.

## Биография
Родился 17 февраля 1857 года в семье дона Максимо Патерно и доньи Кармен де Вера Игнасио. Его отец Максимо был выселен на Гуам на десять лет после беспорядков в Кавите и умер 26 июля 1900 года, оставив значительное состояние. Педро закончил Манильский лицей, показав хорошие способности, вследствие чего заканчивал обучение уже в Испании, сначала в университете Саламанки, затем в университете Мадрида, где завершил своё юридическое образование.
Педро Патерно стал одним из представителей в Национальном собрании в апреле 1899 года. Он возражал против запланированной аннексии Филиппин со стороны Соединенных Штатов, так как считал, что филиппинцы сами должны были править своей страной. С 7 мая 1899 по 19 апреля 1901 года был вице-президентом Филиппин. Педро был захвачен американцами в апреле 1900 г. в Бенгете.
Патерно умер 27 марта 1911 года в возрасте 53 лет. Похоронен на Северном кладбище в Маниле.